# Eois bermellada
Eois bermellada är en fjärilsart som beskrevs av Paul Dognin 1893. Eois bermellada ingår i släktet Eois och familjen mätare. Inga underarter finns listade i Catalogue of Life.